# وینتربورن سنت مارتین
وینتربورن سنت مارتین (به انگلیسی: Winterborne St Martin) یک روستا و محله مدنی در بریتانیا است که در West Dorset واقع شده‌است. وینتربورن سنت مارتین ۷۸۰ نفر جمعیت دارد.